# Kanton La Guerche-sur-l’Aubois
Der Kanton La Guerche-sur-l’Aubois ist seit 1790 ein französischer Wahlkreis im Arrondissement Saint-Amand-Montrond, im Département Cher und in der Region Centre-Val de Loire. Er umfasst 22 Gemeinden. Im Rahmen der landesweiten Neuordnung der französischen Kantone wurde er im Frühjahr 2015 erheblich erweitert.

## Gemeinden
Der Kanton besteht aus 22 Gemeinden mit insgesamt 12.639 Einwohnern (Stand: 1. Januar 2022) auf einer Gesamtfläche von 479,09 km²:
| Gemeinde                       | Einwohner 1. Januar 2022                 | Fläche km² | Dichte Einw./km²                            | Code INSEE | Postleitzahl |
| ------------------------------ | ---------------------------------------- | ---------- | ------------------------------------------- | ---------- | ------------ |
| Apremont-sur-Allier            | 67                                       | 30,69      | 2                                           | 18007      | 18150        |
| Blet                           | 565                                      | 30,08      | 19                                          | 18031      | 18350        |
| Charly                         | 235                                      | 25,66      | 9                                           | 18054      | 18350        |
| Cornusse                       | 227                                      | 19,61      | 12                                          | 18072      | 18350        |
| Cours-les-Barres               | 1.030                                    | 21,16      | 49                                          | 18075      | 18320        |
| Croisy                         | 144                                      | 12,96      | 11                                          | 18080      | 18350        |
| Cuffy                          | 1.018                                    | 34,57      | 29                                          | 18082      | 18150        |
| Flavigny                       | 156                                      | 13,06      | 12                                          | 18095      | 18350        |
| Germigny-l’Exempt              | 292                                      | 28,26      | 10                                          | 18101      | 18150        |
| Ignol                          | 174                                      | 17,67      | 10                                          | 18113      | 18350        |
| Jouet-sur-l’Aubois             | 1.306                                    | 17,33      | 75                                          | 18118      | 18320        |
| La Chapelle-Hugon              | 385                                      | 16,16      | 24                                          | 18048      | 18150        |
| La Guerche-sur-l’Aubois        | 3.187                                    | 52,70      | 60                                          | 18108      | 18150        |
| Le Chautay                     | 264                                      | 14,74      | 18                                          | 18062      | 18150        |
| Menetou-Couture                | 357                                      | 28,93      | 12                                          | 18143      | 18320        |
| Mornay-Berry                   | 168                                      | 9,15       | 18                                          | 18154      | 18350        |
| Nérondes                       | 1.412                                    | 34,00      | 42                                          | 18160      | 18350        |
| Ourouer-les-Bourdelins         | 605                                      | 24,64      | 25                                          | 18175      | 18350        |
| Osmery                         | Ungültiger Metadaten-Schlüssel 1.817.302 | 5,33       | Fehler im Ausdruck: Unerwarteter Operator < | 18173      | 18130        |
| Saint-Hilaire-de-Gondilly      | 136                                      | 18,42      | 7                                           | 18215      | 18320, 18350 |
| Tendron                        | 88                                       | 10,44      | 8                                           | 18260      | 18350        |
| Torteron                       | 789                                      | 13,53      | 58                                          | 18265      | 18320        |
| Kanton La Guerche-sur-l’Aubois | 12.639                                   | 479,09     | 26                                          | 1810       | –            |

1. ↑   Nur die ehemalige Gemeinde Lugny-Bourbonnais, der Rest gehört zum Kanton Dun-sur-Auron.

Bis zur landesweiten Neuordnung der französischen Kantone im März 2015 gehörten zum Kanton La Guerche-sur-l’Aubois die neun Gemeinden Apremont-sur-Allier, Cours-les-Barres, Cuffy, Germigny-l’Exempt, Jouet-sur-l’Aubois, La Chapelle-Hugon, La Guerche-sur-l’Aubois, Le Chautay und Torteron. Sein Zuschnitt entsprach einer Fläche von 229,14 km2. Er besaß vor 2015 den INSEE-Code 1814.

## Politik
| Vertreter im Departementrat | Vertreter im Departementrat       | Vertreter im Departementrat |
| Amtszeit                    | Namen                             | Partei                      |
| --------------------------- | --------------------------------- | --------------------------- |
| 2015–                       | Bernadette Courivaud Serge Mechin | PS                          |